# Jerboa
Jerboa (din arabă جربوع jarbūʻ) este o rozătoare de deșert, răspândită în toată Peninsula Arabică, cât și în Africa de Nord și Asia. Este reprezentantul cel mai abundent al familiei Dipodidae. Tinde să populeze deșerturile fierbinți.
Când sunt vânate, aceste animale pot alerga până la 24 de kilometri pe oră. Unele specii sunt prădate de bufnițe mici (Athene noctua) în Asia centrală. Majoritatea speciilor de jerboa au un auz excelent pe care îl folosesc pentru a evita prădătorii nocturni. Durata de viață tipică a unui jerboa este de aproximativ șase ani.

## Anatomie și trăsături ale corpului

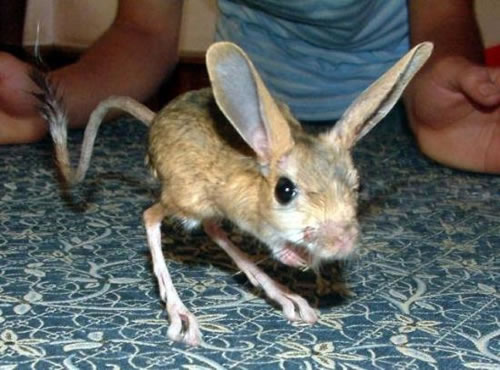
Allactaga tetradactyla

Jerboa arată oarecum ca niște canguri în miniatură și au unele asemănări externe. Au picioarele posterioare lungi, picioarele anterioare foarte scurte și cozile lungi. Se deplasează prin salt, în mod similar cu cangurii. La fel ca alte animale bipede, gaura de la baza craniului este deplasat înainte, ceea ce facilitează locomoția pe două picioare. Coada unui jerboa poate fi mai lungă decât capul și corpul său la un loc. La capătul cozii cresc câteva fire de păr alb. Jerboa își folosesc coada pentru echilibru atunci când țopăie și ca suport atunci când stau în poziție verticală. Blana jerboa-ului este fină și, de obicei, are culoarea nisipului și se potrivește de obicei cu habitatul. Unele specii au urechi lungi ca ale iepurelui, în timp ce altele au urechi scurte ca cele ale șoarecelui sau ale șobolanului.

## Specii
- Allactaga balikunica
- Allactaga hotsoni
- Allactaga major
- Pință